# Reichshoffen
Reichshoffen (en alsacià Risshoffe) és un municipi francès, situat a la regió del Gran Est, al departament del Baix Rin. L'any 1999 tenia 5.183 habitants.
Forma part del cantó de Reichshoffen, del districte de Haguenau-Wissembourg i de la Comunitat de comunes del Pays de Niederbronn-les-Bains.

## Demografia
| 1962  | 1968  | 1975  | 1982  | 1990  | 1999  |
| ----- | ----- | ----- | ----- | ----- | ----- |
| 4.364 | 4.612 | 5.035 | 5.034 | 5.092 | 5.183 |

## Administració
| Període   | Identitat              | Partit | Qualitat |  |
| --------- | ---------------------- | ------ | -------- |  |
| 1963-1971 | Pierre de Leusse       |        |          |  |
| 1971-1989 | François Grussenmeyer  |        |          |  |
| 1989-2001 | Charles Antoine Zimmer |        |          |  |
| 2001-     | Hubert Walter          |        |          |  |